# Live Baby Live
Live Baby Live è il primo album live del gruppo australiano INXS, pubblicato nel 1991 da Atlantic Records.
Le tracce dell'album sono state registrate durante i concerti svolti a Parigi, New York, Chicago, Londra, Dublino, Glasgow, Rio de Janeiro, Montréal, Melbourne, Sydney, Filadelfia, Las Vegas ed in Spagna e Svizzera.
L'album ha venduto oltre un milione di copie negli Stati Uniti, certificate dalla Recording Industry Association of America, ricevendo un disco di platino.

## Tracce
1. New Sensation – 4:42 (Andrew Farriss - Michael Hutchence)
2. Guns in the Sky – 3:14 (Michael Hutchence)
3. Mystify – 3:11 (Andrew Farriss - Michael Hutchence)
4. By My Side – 3:15 (Andrew Farriss - Michael Hutchence)
5. Shining Star – 3:52 (Andrew Farriss - Michael Hutchence)
6. Need You Tonight – 2:58 (Andrew Farriss - Michael Hutchence)
7. Mediate – 4:29 (Andrew Farriss)
8. One x One – 2:58 (Andrew Farriss - Michael Hutchence)
9. Burn for You – 4:43 (Andrew Farriss - Michael Hutchence)
10. The One Thing – 3:21 (Andrew Farriss - Michael Hutchence)
11. This Time – 3:06 (Andrew Farriss)
12. The Stairs – 5:07 (Andrew Farriss - Michael Hutchence)
13. Suicide Blonde – 4:36 (Andrew Farriss - Michael Hutchence)
14. Hear That Sound – 3:38 (Andrew Farriss - Michael Hutchence)
15. Never Tear Us Apart – 4:13 (Andrew Farriss - Michael Hutchence)
16. What You Need – 6:16 (Andrew Farriss - Michael Hutchence)

## Singoli
- Shining Star

## Registrazione e DVD
Live Baby Live è anche il video, diretto da David Mallet, del concerto degli INXS, tenuto allo stadio di Wembley il 13 luglio 1991, davanti a 75.000 spettatori, e pubblicato simultaneamente al CD con lo stesso nome.
Il video fu pubblicato in DVD nel 2003.

## Tracce del Video
1. Guns In The Sky
2. New Sensation
3. I Send A Message
4. The Stairs
5. Know The Difference
6. Disappear
7. By My Side
8. Hear That Sound
9. Original Sin
10. The Loved One
11. Wildlife
12. Mystify
13. Bitter Tears
14. Suicide Blonde
15. What You Need
16. Kick
17. Need You Tonight
18. Mediate
19. Never Tear Us Apart
20. Who Pays The Price
21. Devil Inside

## Formazione
- Michael Hutchence - voce
- Tim Farriss - chitarra, tamburello, cori
- Kirk Pengilly - chitarra, acustica, sassofono, cori
- Andrew Farriss - chitarra, tastiere, armonica, cori
- Garry Gary Beers - basso, cori
- Jon Farriss - percussioni, batteria